# Граммонит
Граммони́т — гранулированный аммонит, промышленное взрывчатое вещество (ВВ), представляющее собой смесь тротила и гранулированной аммиачной селитры.

## Состав и обозначения
Обычно соотношение аммиачной селитры (АС) и тротила (ТНТ) в граммоните входит в обозначение марки ВВ в виде АС/ТНТ. Дополнительная буква «В» в марке означает «водоустойчивый». Могут также применяться иные обозначения.
Наиболее распространёнными марками являются:
| Марка             | Тротил, %            | Аммиачная селитра, % |
| ----------------- | -------------------- | -------------------- |
| Граммонит 50/50-В | 50±3                 | 50±3                 |
| Граммонит 30/70-В | 70±4                 | 30±4                 |
| Граммонит 30/70   | 70±4                 | 30±4                 |
| Граммонит 79/21   | 21 (чешуированный)   | 79                   |
| Граммонит М21     | 21 (гранулированный) | 79                   |

Выпускаются также марки:
- «Граммонит ТМ»
- «Граммонит ТММ»
- «Граммонит К»
- «Граммонит КЗ»
- «Граммонит П 21-120»
- «Граммонит П 21-160»
- «Граммонит П 21-180»
- «Граммонит Т-5»
- «Граммонит ТК-10»
- «Граммонит ТК-15»
- «Граммонит ТКЗ-10»
- «Граммонит ТКЗ-15»

## Физические свойства
Цвет светло-жёлтый. Насыпная плотность 0,9 — 1,0 г/см³.
Граммониты марок «В» изготавливаются методом нанесения оболочки из тротила на гранулы селитры. Обычный размер гранул 2—3 мм, допускается до 15 % гранул менее 2 мм и до 25 % сростков гранул размером до 15 мм. Слой тротила на гранулах селитры значительно снижает гигроскопичность и повышает водоустойчивость ВВ:
- Граммонит 50/50-В сохраняет взрывные свойства в обводнённых скважинах с непроточной водой до 6 суток, а с проточной водой — до 10 часов.
- Граммонит 30/70 сохраняет свойства в скважинах с непроточной водой до 30 суток, а с проточной — до 15 суток.

Обладает низкой слёживаемостью, хорошей сыпучестью, мало пылит при заряжании. Во влажном состоянии не электризуется, однако при пневмозаряжании требуются меры защиты от статического электричества.
Обычные марки представляют собой механическую смесь гранул селитры и гранул тротила (гранулотола). При хранении не слёживается, мало пылит и обладает хорошей сыпучестью. Водостойкость низкая, поэтому применение ограничивается малообводнёнными условиями с непроточной водой. Допустимая обводнённость не должна быть выше необходимой для полного растворения селитры, что составляет примерно 1/3 объёма заряжания. В состоянии суспензии тротила в насыщенном растворе селитры сохраняет взрывчатые свойства при условии отсутствия утечек раствора. Плотность такой суспензии 1,35—1,4 г/см³.

## Взрывчатые свойства
| Характеристика                                                | Граммонит 50/50 | Граммонит 30/70 |
| ------------------------------------------------------------- | --------------- | --------------- |
| Кислородный баланс, %                                         | –27,2           | –45,9           |
| Теплота взрыва, ккал/кг                                       | 880             | 870             |
| Температура взрыва, °С                                        | +3000           | +4000           |
| Объём газов, л/кг                                             | 810             | 800             |
| Тротиловый эквивалент                                         | 0,9             | 0,9–1           |
| Бризантность в стальном кольце, мм                            | 23–25           | 24–27           |
| Скорость детонации, км/с                                      | 3,6–5,6         | 3,8–5,8         |
| Критический диаметр в бумажной оболочке в сухом состоянии, мм | 40–50           | 40–60           |
| Критический диаметр в стальной оболочке в воде, мм            | 15–20           | 10–15           |

Скорость детонации в значительной степени повышается со степенью наполнения водой и прочностью оболочки заряда.

### Эффективность
Эффективность применения граммонита близка к эффективности гранулотола, а в обводнённых условиях даже выше на 10-15 % за счёт растворения селитры и увеличения плотности заряда. Стоимость ниже, чем гранулотола. Наличие в составе аммиачной селитры заметно снижает образование окиси углерода и токсичность продуктов взрыва.

### Чувствительность
В насыпном состоянии чувствительность к капсюлю-детонатору недостаточна, а в прочной оболочке проходит детонация. Чувствительность измельчённого граммонала к удару 12-20 %. Минимальная масса промежуточного тротилового детонатора (бустера) 5-10 г для сухого ВВ и 20-30 г для водонаполненного.

## Производство
В СССР производился в значительных количествах. В США не применяется из-за токсичности продуктов взрыва.
Действующие производства:
- Бийский олеумный завод в городе Бийске, Россия
- Завод имени Я. М. Свердлова в городе Дзержинске, Нижегородская область, Россия
- ФКП «Авангард» в городе Стерлитамак, Республика Башкортостан, Россия
- Павлоградский химический завод в городе Павлограде, Украина
- Рубежанский казённый химический «Заря» в городе Рубежное, Украина